# Bref (Magazin)
bref ist ein monatlich erscheinendes Magazin aus der Schweiz. Es wurde 2016 gegründet und wird herausgegeben von den Reformierten Medien, dem Medienhaus der evangelisch-reformierten Kirchen der deutschsprachigen Schweiz mit Sitz in Zürich.
Das Magazin handelt von Themen aus den Bereichen Kirche, Religion, Kultur und Gesellschaft und enthält Reportagen, Interviews, Essays, Kolumnen und Buchrezensionen. Die Redaktion arbeitet nach journalistischen Standesregeln und den publizistischen Grundsätzen der Reformierten Medien.

## Konzept
Das Magazin will dem Meinungsaustausch im Gebiet von Theologie, Kirche, Religion, Ethik und Gesellschaft ausreichend Platz einräumen und bildet deshalb ein Spektrum von Meinungen ab. Auf eine eigenständige Gestaltung und Bildsprache wird Wert gelegt.

## Mitarbeiter und Autoren
Als Autorenzeitschrift für Religion, Kultur und Gesellschaft publizieren regelmässig namhafte Autoren in bref, u. a. die Publizistin Klara Obermüller, der Pulitzer-Preisträger Daniel Etter, der Egon-Erwin-Kisch-Preisträger Erwin Koch, der Autor Tobias Haberl oder die Journalistin und Schriftstellerin Barbara Lukesch. 2016 war die Bloggerin und Atheistin Kafi Freitag Kolumnistin bei bref, was innerhalb der evangelisch-reformierten Kirchen für Kontroversen sorgte. Auf Kafi Freitag folgten die Bloggerin und Journalistin Kübra Gümüşay, der Theologe Bruno Amatruda und Yves Kugelmann, Chefredaktor der jüdischen Magazine Tachles und Aufbau. Ab 2019 schrieben die Schriftstellerin und Georg-Büchner-Preisträgerin Sibylle Lewitscharoff, der reformierte Pfarrer Roland Diethelm und die Lyrikerin und Ingeborg-Bachmann-Preisträgerin Nora Gomringer im Wechsel. In der Rubrik Camenisch zeigte der Schweizer Fotograf Reto Camenisch jeweils ein Bild aus seinem Schaffen und ergänzte dieses mit einer persönlichen Notiz.

## Monothematische Ausgaben

### Die Schönheit des Leidens
Eine monothematische Ausgabe erschien am 18. März 2016 zum Thema Schmerz lass nicht nach! Oster-Schwerpunkt: Die Schönheit des Leidens. In sieben Stationen erörtern Autoren wie Philipp Tingler oder Michèle Binswanger das Thema.

### Bedingungsloses Grundeinkommen
Zur eidgenössischen Volksabstimmung über ein bedingungsloses Grundeinkommen publizierte bref unter dem Titel Geld vom Staat fürs Menschsein. Echt jetzt? eine Interview-Ausgabe mit 14 Frauen, die sich über das bedingungslose Grundeinkommen Gedanken machten.

### Kurt Marti
Anlässlich des 96. Geburtstages des reformierten Pfarrers Kurt Marti erschien eine Sonderausgabe mit Texten von Klara Obermüller, Franz Hohler, Nora Gomringer, Adolf Muschg, Zsuzsanna Gahse, Christoph Geiser, Ruth Schweikert, Lukas Hartmann, Mariella Mehr, Monica Cantieni, Guy Krneta, Zoë Jenny, Beat Sterchi, Patti Basler und Pedro Lenz.

### Zwingli, Schweiz 2019, FSK ab 12 J.
Die Journalistin Susann Sitzler und der Fotograf Michel Gilgen begleiteten ein Jahr lang die Produktion des Kinofilms Zwingli. Er ist einer der teuersten Filme, die je in der Schweiz gedreht wurden und zeigt das Leben des Reformators Huldrych Zwingli, der am 1. Januar 1519 am Grossmünster in Zürich seinen Dienst als Leutpriester antrat.

### Christen in Syrien, eine Passionsgeschichte
Der Fotojournalist und Pulitzer-Preisträger Daniel Etter zeigt am Beispiel von Garabet und Rosa Nasri aus Rakka, wie Christen in Syrien unter dem Islamischen Staat überleben konnten. Die Reportage entstand in Kooperation mit der deutschen Wochenzeitung Die Zeit/Christ & Welt. Dabei wurden auch neue Kriterien bei der Überprüfung von Fakten und Gegebenheiten angewandt. Hintergrund war der Skandal um den Spiegel-Journalisten Claas Relotius, der Reportagen teilweise frei erfunden hatte.

## Kooperation Die Zeit/Christ & Welt
Seit Herbst 2017 besteht eine Textkooperation mit der deutschen Wochenzeitung Die Zeit/Christ & Welt in Berlin.

## Auszeichnungen
- 2. Preis des Andere Zeiten-Journalistenpreises 2017: Susanne Leuenberger für Eine Winterreise, bref Nr. 06/2017[7]
- Shortlist des Anna Lindh Foundation Mediterranean Journalist Award 2017: Kübra Gümüşay für Der Rest war Schweigen, bref Nr. 09/2017[8]

## Debatte um Einstellung
Am 21. September 2017 beschloss der Synodalrat der Reformierten Kirchen Bern-Jura-Solothurn den Austritt aus dem Verein Reformierte Medien per Ende 2018. Der Verein ist auch Herausgeber des Magazins bref. Das Exekutivorgan nennt als Austrittsgrund das Magazin. In der Begründung heisst es, dass die Inhalte des Magazins zu grösseren Teilen zu überzeugen vermögen, […], aber die darin behandelten Themen nur wenig dazu beitragen, aktuelle Informationen und aktuelles Hintergrundwissen über Theologie und Religion und damit zusammenhängenden gesellschaftlichen und kulturellen Fragen sowie über die einzelnen Mitgliedkirchen zu vermitteln. Vor diesem Hintergrund würden die Kosten für die Herausgabe in keinem angemessenen Verhältnis zum Nutzen des Magazins stehen. Zu den Kosten wurden keine Aussagen gemacht. Über den Austritt berichteten in der Folge diverse Medien. In einem Interview übt Christoph Weber-Berg, Präsident der Reformierten Medien, Kritik am Entscheid des Synodalrats der Reformierten Kirchen Bern-Jura-Solothurn. An der Generalversammlung vom 13. Juni 2018 sprach sich die Mehrheit der Mitglieder für bref aus.

## Erscheinungsverlauf
bref löste zum Jahresbeginn 2016 das Vorgängerprodukt, die Reformierte Presse, ab.